# 山田吉彦
山田 吉彦（やまだ よしひこ、1962年〈昭和37年〉9月7日 - ）は、日本の海洋学者、政治家。国民民主党所属の参議院議員（1期）。埼玉大学大学院経済科学研究科にて博士（経済学）。
東海大学海洋学部教授。東海大学元静岡キャンパス長（学長補佐）兼務東海大学沖縄地域研究センター所長。

## 来歴
千葉県出身。千葉県立佐倉高等学校、学習院大学経済学部在学時代は陸上競技部に所属し、佐倉高校在学時は小出義雄の指導を受け第30回全国高校駅伝に千葉県代表として出場（2区）している。1986年3月に同大学を卒業後、同年4月東洋信託銀行に入行。その後、1991年に日本船舶振興会へ移籍。海洋船舶部長、海洋グループ長などを勤務の傍ら、2003年、多摩大学大学院経営情報学研究科修士課程、2008年、埼玉大学大学院経済科学研究科博士課程修了海賊対処法策定時、参議院外交防衛委員会に参考人として関わるなど海賊問題の第一人者として知られている。また、日本中の離島を持つ市町村の首長で構成される全国離島振興協議会の会長特別表彰を2023年に受けるなど日本の離島振興に寄与している。
2003年5月、日本財団が船の科学館にて北朝鮮工作船の一般公開を行った際に企画、運営の責任者を務める。
2008年に東海大学海洋学部准教授に就任。翌年、2009年に教授へ昇進し2010年から、同大学海洋学部海洋文明学科主任教授。公益財団法人国家基本問題研究所理事。2011年に国土交通省海洋政策懇談会委員に就任。2019年4月～2023年3月東海大学静岡キャンパス長（学長補佐）
1999年、第3回 海洋文学大賞（日本海事広報協会 主催）にて『海賊、マラッカの風の中で』（ペンネーム大橋郁）で佳作入選し、2014年には、海洋問題の研究により第15回正論新風賞を受賞。
2012年　石原慎太郎東京都知事が東京都として尖閣諸島の購入を計画した時に、東京都専門委員として、尖閣諸島の活用策を検討。海洋・環境研究施設の設置を提言。
2022年、2023年、2024年の三年間、石垣市より尖閣諸島周辺海域の海洋調査を委託され、政府と調整の上、海洋調査を実施し、同諸島が施政下にあることを示した。
今治市造船振興計画の策定委員長として今治市において、造船の町としての都市計画を策定。2024年度には、今治市海事都市推進会議の会長として、造船、海運を中心に国際競争力を持つ、都市計画を提案。
2025年7月執行の第27回参議院議員通常選挙に国民民主党公認で比例区から立候補する事を表明。7月20日の投開票の結果、国民民主党が比例区で7議席を確保し、山田が74,512票を獲得して党内7位となったことから当選となった。

## 政策・主張

### 総論
- 「海洋国家・日本」の主権と資源を守り抜き、発展させていく覚悟である。日本は領海と排他的経済水域を合わせた面積では世界第6位、さらに海水の体積では世界第4位となる海洋大国であるから[9]。

### 海から日本を豊かにする政策（海洋政策）
- 日本の造船業を再び世界の頂点に押し上げるべく、ドック（造船所）再整備への国の支援を強化する[9]。
- 熱水鉱床の金、深海底に存在するレアアース泥、次世代燃料として期待されるメタンハイドレートといった海洋資源は、日本を資源大国へと押し上げる可能性を秘めている。こうした資源の実用化・商業化に向けた技術開発を推進する[9]。
- 漁業政策として、現在の過剰な漁業規制を見直し、革新的な養殖技術の導入を進める[9]。

### 防衛安全保障
- 海上自衛隊の装備増強、人員確保のための定年延長、退職後の再任用制度（予備自衛官等）の活用、海上保安庁との連携強化を図る法整備をする[9]。
- 尖閣諸島周辺海域を海洋保護区に指定し、国際的な海洋調査を通じて日本の主権を国際社会に明確に示す[9]。
- 海上保安庁は、装備や法制度の充実を図り、緊急時の対応能力を強化する[9]。
- 防衛費と防衛力は、「防衛費を増額し、さらに強化すべき（2025年NHK）[10]」。
- 防衛費はGDP比２％程度に向け増やしているが適切な規模については、「どちらともいえない（2025年日経新聞）[11]」。
- 防衛費の適切な規模は、「GDP比2%より増やすべきだ（2025年読売新聞）[12]」。

### 経済安全保障
- 有事によって海上輸送ルートが制限される事態を想定し、代替輸送ルートの確保や戦略物資の備蓄強化を図る[9]。
- 有事における海底ケーブル切断による情報封鎖のリスクに対し、平時から法の支配に基づく海洋秩序の維持を国際社会に呼びかけると共に、衛星通信を用いたバックアップ体制の整備を進める[9]。

### 経済・金融・財政
- 政府の経済政策の考えは、「財政出動を優先し、景気を支えるべきだ」に近い（2025年読売新聞）[12]。

### エネルギー政策
- 原子力発電への依存度は、「高めるべき（2025年NHK）[10]」。

### 外交
- 日本の外交のあり方は、「日米同盟を重視し、アメリカとの連携を強化すべき（2025年NHK）[10]」。
- 日本が中国と関係を強化するのは、「反対（2025年読売新聞）[12]」。
- 日本が韓国と関係を強化するのは、「どちらともいえない（2025年読売新聞）[12]」。

### 皇室・皇位継承
- 女性天皇については、「賛成（2025年NHK）[10]」。
- 女系天皇（女性天皇の子どもが皇位を継承すること）については、「反対（2025年NHK）[10]」。

### 憲法
- 憲法改正は、「必要がある（2025年NHK）[10]」。
- 憲法9条の自衛隊明記は、「賛成（2025年NHK）[10]」。
- 緊急事態条項は、「賛成（2025年NHK）[10]」。緊急事態条項とは、大規模な災害やテロなどの緊急事態が発生したときに、政府の権限を一時的に強めたり、国会議員の任期を延長したりすること。

### ジェンダー
- 同性婚を法律で認めるのは、「どちらともいえない（2025年NHK）[10]」。
- 選択的夫婦別姓の考えは、「「夫婦同姓」を維持し、旧姓の通称使用を認める法制度を拡充すべき（2025年NHK）[10]」。

## 人物
- 北方領土返還運動において中心的な役割を果たし、過去に7回、ビザなし交流事業において北方領土を訪問している。
- 財団法人日本三泊振興会の海洋船舶部長を務めるなど海洋、造船を9年間担当。造船技術、海洋資源開発など、海と船に関わる幅広い分野に知見を持つ。
- 好きな漫画は、『ONE PIECE』（ワンピース）[13]。
- 好きな食べ物は、料理と釣りが好きで、釣った魚を調理し食べることが好き[13]。
- 好きな本は、師である曽野綾子をはじめ、白石一郎、吉村昭などの小説[13]。

## 選挙歴
| 当落 | 選挙                     | 執行日         | 年齢 | 選挙区       | 政党       | 得票数    | 得票率 | 定数 | 得票順位 /候補者数 | 政党内比例順位 /政党当選者数 |
| ---- | ------------------------ | -------------- | ---- | ------------ | ---------- | --------- | ------ | ---- | ------------------ | ---------------------------- |
| 当   | 第27回参議院議員通常選挙 | 2025年07月20日 | 62   | 参議院比例区 | 国民民主党 | 7万4512票 | 6.23%  | 50   | 7/19               | 7/7                          |

## 著書
- 『天気で読む日本地図 各地に伝わる風・雲・雨の言い伝え』PHP研究所、2003年3月。ISBN 978-4569627359。
- 『海のテロリズム 工作船・海賊・密航船レポート』PHP新書、2003年10月。ISBN 978-4-16-321100-8。
- 『日本の国境』新潮社、2005年3月。ISBN 978-4-16-321100-8。
- 『海賊の掟』新潮新書、2006年8月10日。ISBN 978-4-16-321100-8。
- 『海の政治経済学』成山堂書店、2009年8月。ISBN 978-4-425-53111-0。
- 『日本は世界4位の海洋大国』講談社＋α新書、2010年10月。ISBN 978-4-06-272681-8。
- 『海洋資源大国　日本は「海」から再生できる』海竜社、2011年2月。ISBN 978-4-7593-1139-6。
- 『日本国境戦争』ソフトバンク クリエイティブ、2011年7月。ISBN 978-4-7973-6368-5。
- 『驚いた！ 知らなかった 日本国境の新事実』実業之日本社、2012年4月。ISBN 978-4-408-10934-3。
- 『日本全国お魚事典』海竜社、2012年10月。ISBN 978-4-7593-1261-4。
- 『解決!すぐわかる日本の国境問題』海竜社、2013年12月。ISBN 978-4-7593-1336-9。
- 『侵される日本 我々の領土・領海を守るために何をすべきか』PHP研究所、2014年。ISBN 978-4569817316。
- 『国境の人々　再考・島国日本の肖像』新潮社、2014年8月。ISBN 978-410-6037542。
- 『完全図解　海から見た世界経済』ダイヤモンド社、2016年3月。ISBN 978-4-478-06682-9。
- 『ONE PIECE勝利学』集英社インターナショナル、2016年7月26日、192頁。ISBN 978-4797673296。
- 『日本の海が盗まれる』文春新書、2019年8月。ISBN 978-4166612253。
- 『新世界　海賊の作法』ジー・ビー 2021年5月 ISBN 4910428054。
- 『日本の領土と国境 尖閣・竹島・北方四島問題を解決する』扶桑社、2022年5月。ISBN 978-4594089092。
- 『ニッポンの国益を問う　海洋資源大国へ』産経新聞出版、2025年6月。ISBN 978-4819114561。

## 出演番組

### テレビ
- ワイド!スクランブル（テレビ朝日）
- 報道ステーション（テレビ朝日）
- 情報プレゼンター とくダネ!（フジテレビ）
- 新報道2001（フジテレビ）
- クローズアップ現代（NHK総合）
- ダークサイドミステリー（NHK BSプレミアム）
- スッキリ!!（日本テレビ）
- やらまいか〜真相はこうだ!〜（DHCシアター）
- 真相深入り!虎ノ門ニュース（DHCシアター）
- そこまで言って委員会（読売テレビ）
- ひるおび（TBS)
- 正義のミカタ（ABC)
- ZIP（日本テレビ）
- THE TIME,（TBSテレビ）
- とびっきり！しずおか（静岡朝日テレビ）

### ラジオ
- ニュース探偵局（ABCラジオ）2009年2月24日 - 2月28日
- くにまるジャパン（文化放送）2012年10月8日
- ラジオフォーラムしずおかマイトーク（2021年10月3日・SBSラジオ） - ゲスト

## 公職
- 国土交通省海洋政策懇談会委員（2011年12月19日 - 2012年3月21日）
- 東京都専門委員（尖閣諸島担当）（平成24年7月1日 - 平成25年3月31日）
- 竹富町（沖縄県）海洋基本計画策定委員会委員長
- 石垣市海洋基本計画策定委員会委員長（2013年 - 2017年）
- 今治市造船振興計画策定委委員長
- 公益財団法人国家基本問題研究所理事
- 八重山自然大使（石垣市、竹富町、与那国町による指名）[14]